# Gheorghe Scripcaru
Gheorghe Scripcaru (n. 1927, comuna Boroaia, județul Baia - 30 septembrie 2012, Iași) a fost un medic român, profesor universitar de Medicină legală la Facultatea de Medicină din Iași, fost rector al Institului de Medicină și Farmacie din Iași.

## Biografie
Gheorghe Scripcaru s-a născut în comuna Boroaia din județul Suceava în anul 1927. A urmat studiile medii la Liceul Pedagogic și Liceul „Nicu Gane” din Fălticeni și la Liceul „Ștefan cel Mare” din Suceava. După obținerea bacalaureatului a urmat cursurile Facultății de Drept a Universității „Alexandru Ioan Cuza” din Iași (1946-1949) și ale Facultății de Medicină în perioada 1949 – 1955.
S-a specializat în medicină legală și a devenit profesor la Facultatea de Medicină din Iași, ocupând posturile de șef al catedrei de medicină legală și director al Institutului de Medicină Legală Iași între anii 1980–1990. A fost, de asemenea, rector al Institului de Medicină și Farmacie din Iași. Profesorul Scripcaru a scris, singur sau în colaborare cu alți specialiști, numeroase tratate și monografii de medicină legală, drept medical, deontologie medicală și bioetică: Criminologie clinică, Patologie medico-legală, Psihiatrie medico-legală, Bioetica, științele vieții și drepturile omului, Medicina legală pentru juriști.
Pentru activitatea sa profesorul Scripcaru a fost ales membru emerit al Academiei Internationale de Medicină Legală și Socială.
Gheorghe Scripcaru a rămas legat de ținuturile natale, contribuind la construirea Dispensarului Uman de la Boroaia, în anul 1978, și alcătuind o monografie cu titlul „Boroaia – o reîntoarcere în spirit” tiparită la Iași.

## Distincții
- Ordinul „Steaua Republicii Socialiste România” clasa a IV-a (16 decembrie 1972) „pentru merite deosebite în opera de construire a socialismului, cu prilejul aniversării a 25 de ani de la proclamarea Republicii”[7]

## Legături externe
- ***, Academicianul Gheorghe Scripcaru s-a strămutat la cele veșnice. Pagină pe portalul Doxologia.ro al Mitropoliei Moldovei și Bucovinei – Arhiepiscopia Iașilor. Accesată la 10 octombrie 2012.